# 二条自動車教習所
株式会社二条自動車教習所（にじょうじどうしゃきょうしゅうじょ）は、京都府京都市中京区にある京都府公安委員会指定の自動車教習所を運営する企業。

## 概要
- 1965年4月1日創立。
- 株式会社ケイハン傘下企業。

### 所在地
- 京都府京都市中京区西ノ京内畑町34

### 教習車種
- 普通自動車 (MT,AT)
- 普通自動二輪車 (MT,AT)
- 小型限定自動二輪車 (MT,AT)
- 限定解除・ペーパードライバー

## アクセス
- 二条駅から北西に徒歩5分。